# 2889 Брно
2889 Брно (2889 Brno) — астероїд головного поясу, відкритий 17 листопада 1981 року чеським астрономом Антоніном Мркошем. Названий на честь чеського міста Брно.
Тіссеранів параметр щодо Юпітера — 3,215.